# Moinești
Moinești (în ebraică מוינשט, în maghiară Mojnest) este un municipiu în județul Bacău, Moldova, România, format din localitățile componente Găzărie și Moinești (reședința).

## Așezare
Municipiul se află în partea de nord-vest a județului, pe malurile Tazlăului Sărat și ale afluentului acestuia, pârâul Gâzu. Este străbătut de șoseaua națională DN2G, care îl leagă spre sud-vest de Comănești (unde se termină în DN12A) și spre est de Bacău (unde se termină în DN2). Din acest drum, la Moinești se ramifică șoseaua județeană DJ117, care duce spre sud-est la Poduri, Berzunți și Livezi (unde se termină în DN11).

## Demografie
Componența etnică a municipiului Moinești
     Români (82,57%)
     Romi (2,6%)
     Alte etnii (0,21%)
     Necunoscută (14,62%)
Componența confesională a municipiului Moinești
     Ortodocși (79,07%)
     Romano-catolici (3,4%)
     Penticostali (1,5%)
     Alte religii (0,78%)
     Necunoscută (15,26%)
Conform recensământului efectuat în 2021, populația municipiului Moinești se ridică la 19.728 de locuitori, în scădere față de recensământul anterior din 2011, când fuseseră înregistrați 21.787 de locuitori. Majoritatea locuitorilor sunt români (82,57%), cu o minoritate de romi (2,6%), iar pentru 14,62% nu se cunoaște apartenența etnică. Din punct de vedere confesional, majoritatea locuitorilor sunt ortodocși (79,07%), cu minorități de romano-catolici (3,4%) și penticostali (1,5%), iar pentru 15,26% nu se cunoaște apartenența confesională.
|  | Graficele sunt indisponibile din cauza unor probleme tehnice. Mai multe informații se găsesc la Phabricator și la wiki-ul MediaWiki. |

Date: Recensăminte sau birourile de statistică - grafică realizată de Wikipedia

## Politică și administrație
Municipiul Moinești este administrat de un primar și un consiliu local compus din 19 consilieri. Primarul, Valentin Vieru[*], de la Partidul Național Liberal, este în funcție din iunie 2017. Începând cu alegerile locale din 2024, consiliul local are următoarea componență pe partide politice:
|  | Partid                          | Consilieri | Componența Consiliului | Componența Consiliului | Componența Consiliului | Componența Consiliului | Componența Consiliului | Componența Consiliului | Componența Consiliului | Componența Consiliului | Componența Consiliului |
|  | ------------------------------- | ---------- | ---------------------- | ---------------------- | ---------------------- | ---------------------- | ---------------------- | ---------------------- | ---------------------- | ---------------------- | ---------------------- |
|  | Partidul Național Liberal       | 9          |                        |                        |                        |                        |                        |                        |                        |                        |                        |
|  | Partidul Social Democrat        | 5          |                        |                        |                        |                        |                        |                        |                        |                        |                        |
|  | Partidul S.O.S. România         | 2          |                        |                        |                        |                        |                        |                        |                        |                        |                        |
|  | Alianța pentru Unirea Românilor | 2          |                        |                        |                        |                        |                        |                        |                        |                        |                        |
|  | Uniunea Salvați România         | 1          |                        |                        |                        |                        |                        |                        |                        |                        |                        |

## Istorie

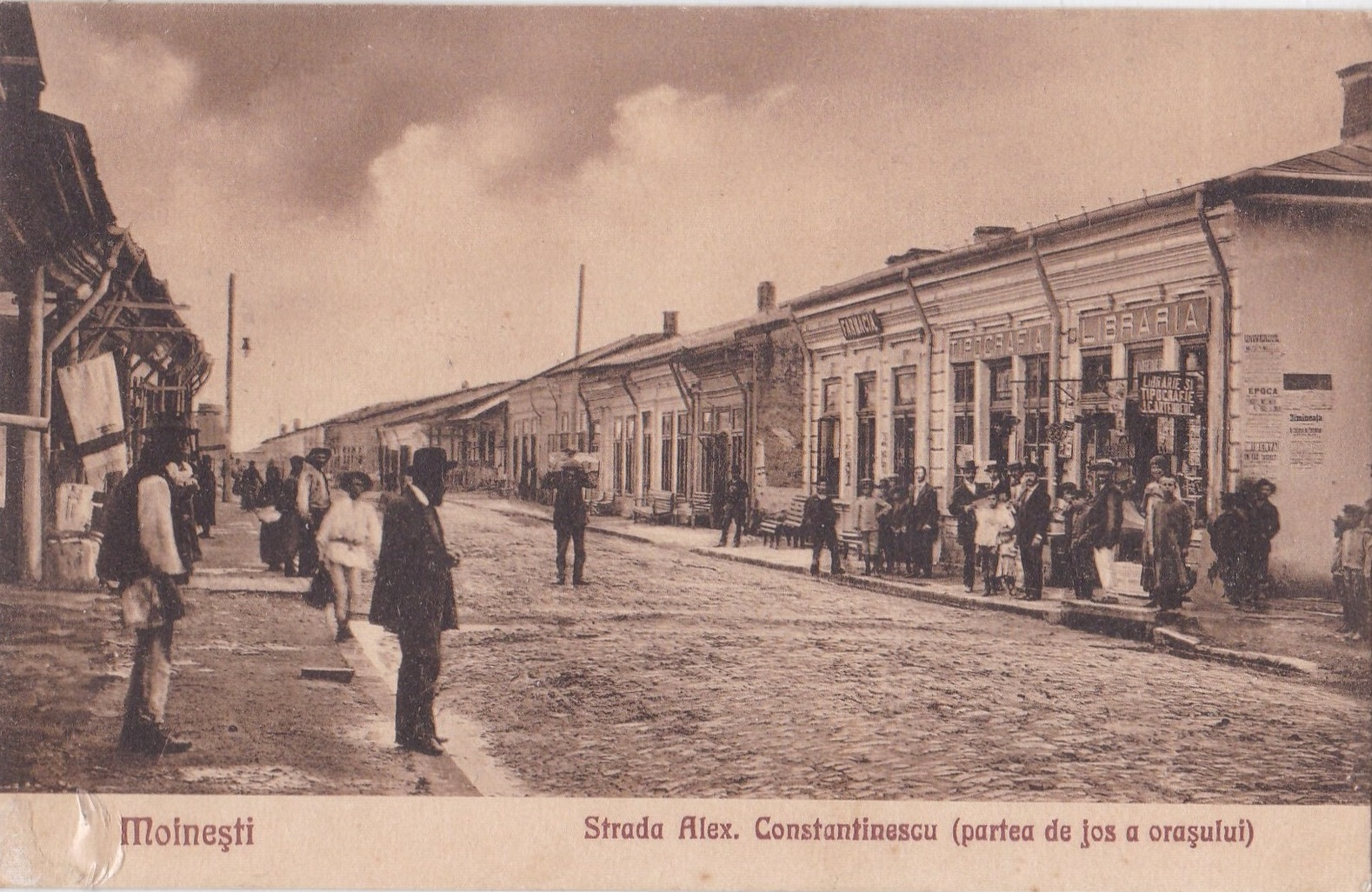
Strada Alexandru Constantinescu în perioada interbelică

Prima atestare documentară a orașului datează din anul 1467, iar în lucrarea Descriptio Moldaviae, savantul umanist Dimitrie Cantemir menționează satul Moinești în preajma Tazlăului Sărat. În 1832 este atestat un târg pe teritoriul actual al municipiului. În această perioadă s-a format în târg o comunitate evreiască puternică, ce a rezistat până la instaurarea comunismului. Printre evreii născuți în Moinești se numără Moșe David Iancovici, Mordechai Bernstein, Tristan Tzara și Moses Rosen, fost șef-rabin al cultului mozaic din țară.
Din orașul Moinești a emigrat, în 1882, primul grup de evrei sioniști care a inițiat colonia evreiască Roș Pina în Palestina.
La sfârșitul secolului al XIX-lea comuna rurală Moinești avea o populație de 3777 de oameni, din care 1386 erau români, 2 greci, un bulgar, 379 maghiari, 22 italieni și 1987 de evrei.
Componența etnică a comunei Moinești la sfârșitul secolului al XIX-lea
     Români (36,7%)
     Maghiari (10%)
     Evrei (52,6%)
     Bulgari (0%)
     Greci (0,1%)
     Italieni (0,6%)
La sfârșitul secolului al XIX-lea, Moinești avea statut de comună rurală, reședință a plășii Muntelui a județului Bacău și era formată din satele Târgușorul-Moinești, Lunca-Moinești, Pârâul-Moinești și Dealu Mare, având în total 3777 de locuitori. În comună existau 15 fabrici de petrol, un herăstrău de apă, o fabrică de lumânări de stearină, o fabrică de prelucrare a lemnului, o școală de băieți deschisă în 1862, una de fete deschisă în 1867 și una evreiască, două biserici ortodoxe și una catolică, iar principalul proprietar de pământ era „Societatea de comerț și industrie a petroleului Moinești-Tazlău-Solonțul”. La acea vreme, pe teritoriul actual al municipiului mai funcționau și comunele Văsâești (în aceeași plasă) și Valea Arinilor (în plasa Trotușul a aceluiași județ). Comuna Valea Arinilor era alcătuită din satele Lucăcești (reședința), Valea Arinilor, Tazlău, Chiliile, Asău și Gârlele, cu o populație totală de 2833 de locuitori. Existau și aici 16 fierăstraie de apă, 14 fabrici de petrol, o fabrică de cherestea cu aburi, două școli mixte (la Lucăcești și Valea Arinilor) și cinci biserici (una în fiecare sat cu excepția satului Gârlele). Comuna Văsâești avea în compunere satele Văsâești, Leorda, Vermești, Urminișu (Hângani) și Șipoteni, având în total 1911 locuitori; aici erau o școală mixtă deschisă în 1885 la Văsâești și patru biserici (una în fiecare sat).
Anuarul Socec din 1925 consemnează trecerea comunei Moinești în rândul comunelor urbane, având 4950 de locuitori și fiind reședința plășii Comănești. Comuna Valea Arinilor își schimbase denumirea în Lucăcești, după cea a reședinței, și rămăsese cu satele Gârlele Găzăriei, Lucăcești, Tazlău de Sus, Valea Arinilor și Bolătău (după speararea satului Asău pentru a forma o comună de sine stătătoare), sate ce aveau o populație totală de 3580 de locuitori. Comuna Văsâești avea 3414 locuitori în satele Glodurile, Hângani, Leorda, Șipoteni, Văsâești și Vermești.
În 1931, comuna Văsâești fusese desființată, fiind împărțită între comuna Comănești (satele Glodurile, Vermești, Șipoteni și Leorda) și orașul Moinești (satele Hângani și Văsâești).

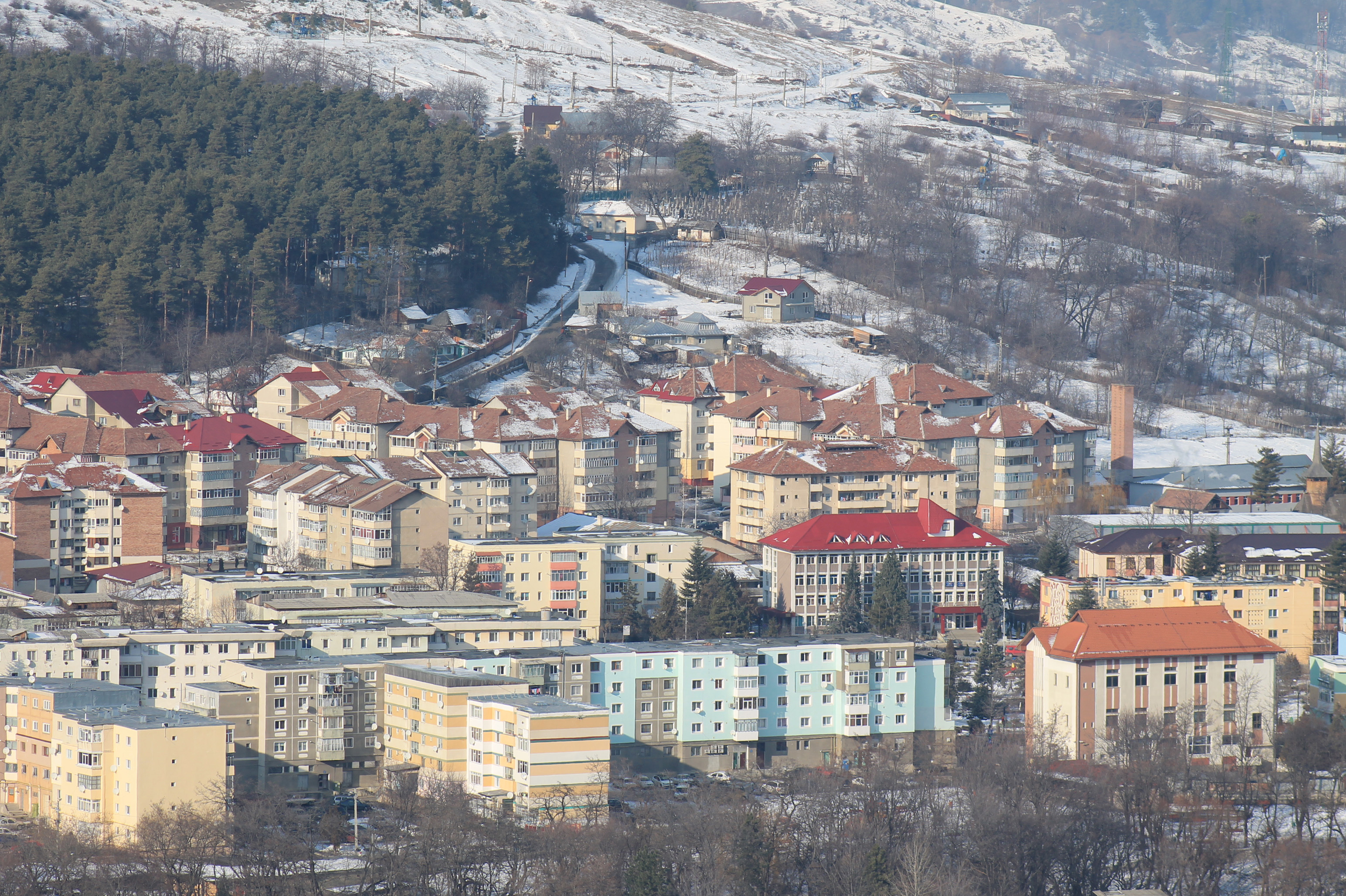
Străzile General Nicolae Șova și Zorilor, la depărtare se vede cimitirul evreiesc. La stânga, o porțiune din aria protejată Pădurea de pini de la Moinești

În 1950, Moinești a devenit oraș raional, reședință a raionului Moinești din regiunea Bacău. În 1964, comuna Lucăcești a fost desființată și ea, orașului Moinești revenindu-i satul de reședință al acesteia. În 1968, orașul a pierdut statut de centru administrativ, devenind oraș al județului Bacău, reînființat. Satele Albotești, Dealu Mare, Hângani, Lucăcești, Lunca și Văsâești au fost atunci desființate și comasate cu localitatea urbană Moinești, satul Găzărie (fost Gârlele-Găzăriei) rămânând singura localitate distinctă aparținătoare orașului. Orașul a fost declarat municipiu în 2001.

## Monumente istorice
În municipiul Moinești se află situl arheologic de interes național de pe „Dealul Cetățuia” din fostul sat Lucăcești, unde s-au găsit urmele unei cetățui dacice din secolele I î.e.n.–I e.n. În rest, în municipiu se mai află trei alte obiective incluse în lista monumentelor istorice din județul Bacău ca monumente de interes local. Două dintre ele sunt clasificate ca monumente de arhitectură: biserica „Cuvioasa Paraschiva” (construită în 1776 și cu transformări în 1847) aflată în fostul sat Hânganu; și fosta școală primară de băieți (1894), astăzi atelier al școlii „Ștefan Luchian”. Monumentul eroilor din Războiul Ruso-Turc din 1877–1878, ridicat în 1908, este clasificat ca monument memorial sau funerar.

## Economie
Zona orașului Moinești dispune de resurse naturale precum petrol, gaze naturale, sare și material lemnos. Aflat la intersecția dintre Carpații Orientali și Subcarpați, municipiul Moinești se caracterizează printr-o așezare colinară strategică ce a permis dezvoltarea unui oraș împărțit în mai multe zone principale: centru (strada Tudor Vladimirescu), Lucăcești, Văsâiești, Hangani, Micleasca, Măgura.
Moinești a cunoscut o perioadă de înflorire economică în perioada 1950-1980 ca urmare a dezvoltării extracției petrolului.

## Evenimente locale
- Festivalul de Artă „Teatru sub Lună” Moinești, organizat de Breasla Actorilor

## Personalități locale
- Moșe David Iancovici (1854-1938), conducător sionist timpuriu și cofondator al localității Roș Pina din Palestina otomană
- Mordechai Bernstein (1862-1934), conducător sionist timpuriu și cofondator al localității Roș Pina
- Tristan Tzara (1896-1963), reprezentantul principal al avangardei literare românești
- Moses Rosen (1912 - 1994), șef-rabin al cultului mozaic, membru al Academiei Române
- Alexandru Sever (1921-2010), prozator, membru al Uniunii Scriitorilor din România
- Stela Teodorescu (1926 - 2008), psiholog, profesor universitar, prorector al Universității „Alexandru Ioan Cuza” din Iași
- Hary Kuller (1929-2020), etno-sociolog român de etnie evreiască
- Nestor Rateș (n. 1933), scriitor și jurnalist american
- Gheorghe Popa (n. 1943), fizician, fost rector al Universității „Alexandru Ioan Cuza” din Iași
- Vasile Gherasim (n. 1950), doctor în sociologie urbană, politician, fost primar în sectorul 1, București
- Cornel Palade (n. 1952), umorist și prezentator TV;
- Alexandru Barna⁠(d) (n. 1993), fotbalist.